# Haguenau
Haguenau (/aɡəno/ ; Hagenau in tedesco, Hàwenau o Hàjenöi in alsaziano) è un comune francese di 35 448 abitanti, nel dipartimento del Basso Reno nella regione Grand Est.

## Storia
Una volta quarta città per grandezza e importanza dell'ex regione dell'Alsazia e seconda del Basso Reno, il comune ha la particolarità di avere una foresta molto ampia, la quale era la più grande dell'ex regione dell'Alsazia. I suoi abitanti sono detti "Haguenovien".

## Società

### Evoluzione demografica
Abitanti censiti

### Lingue e dialetti
L’idioma storico della città, così come quello della regione è l’alsaziano, un dialetto tedesco affine agli idiomi delle regioni limitrofe della Svizzera tedesca o del Baden-Württemberg in Germania. Il nome della città nel dialetto locale è Hàwenau o anche Hàjenöi, ma a seconda della zona e del comune in cui ci si trova, il nome può variare : ad esempio, a sud, la città è chiamata Heujenäu.

## Amministrazione

### Gemellaggi
- Landau in der Pfalz

Haguenau
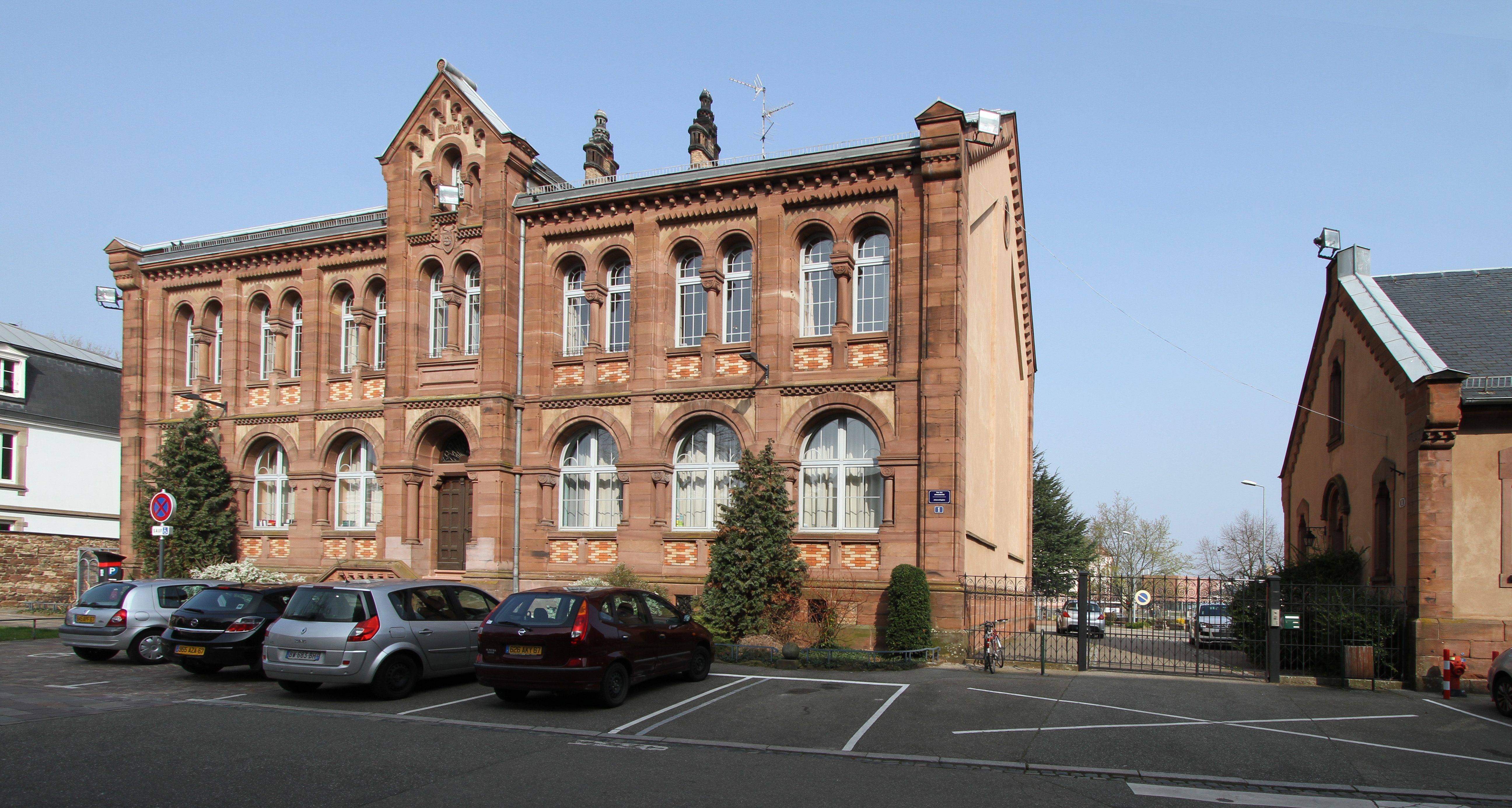
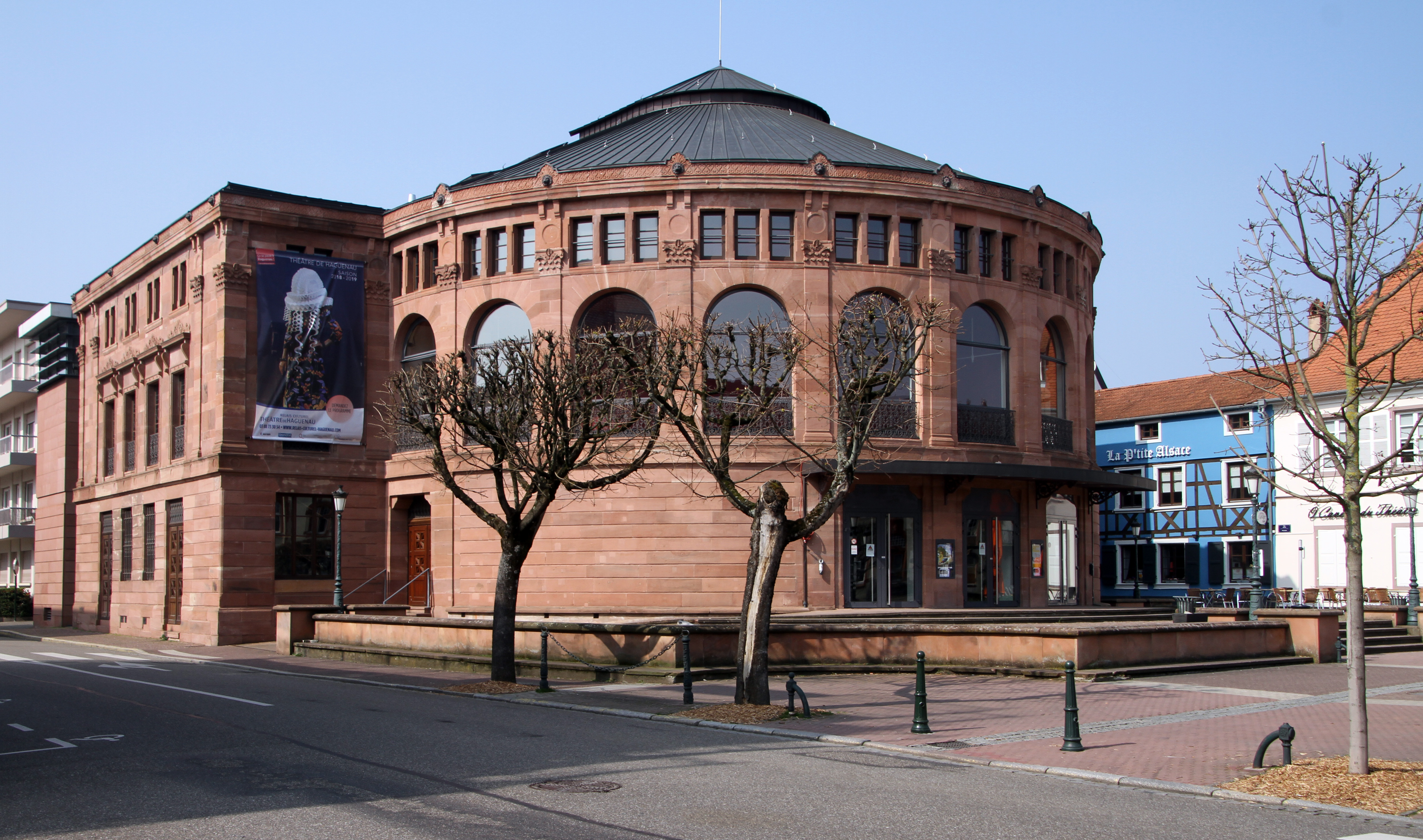
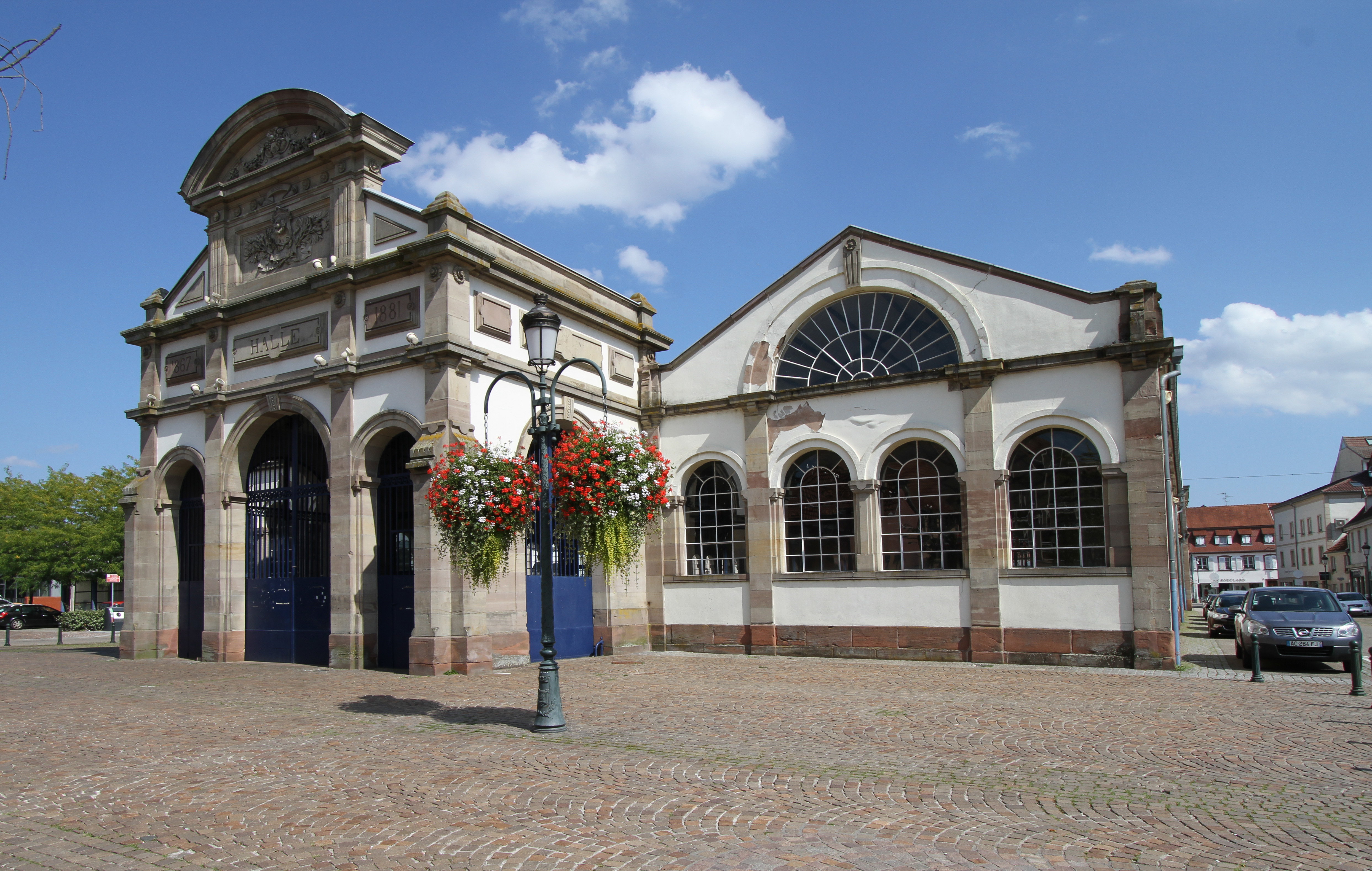
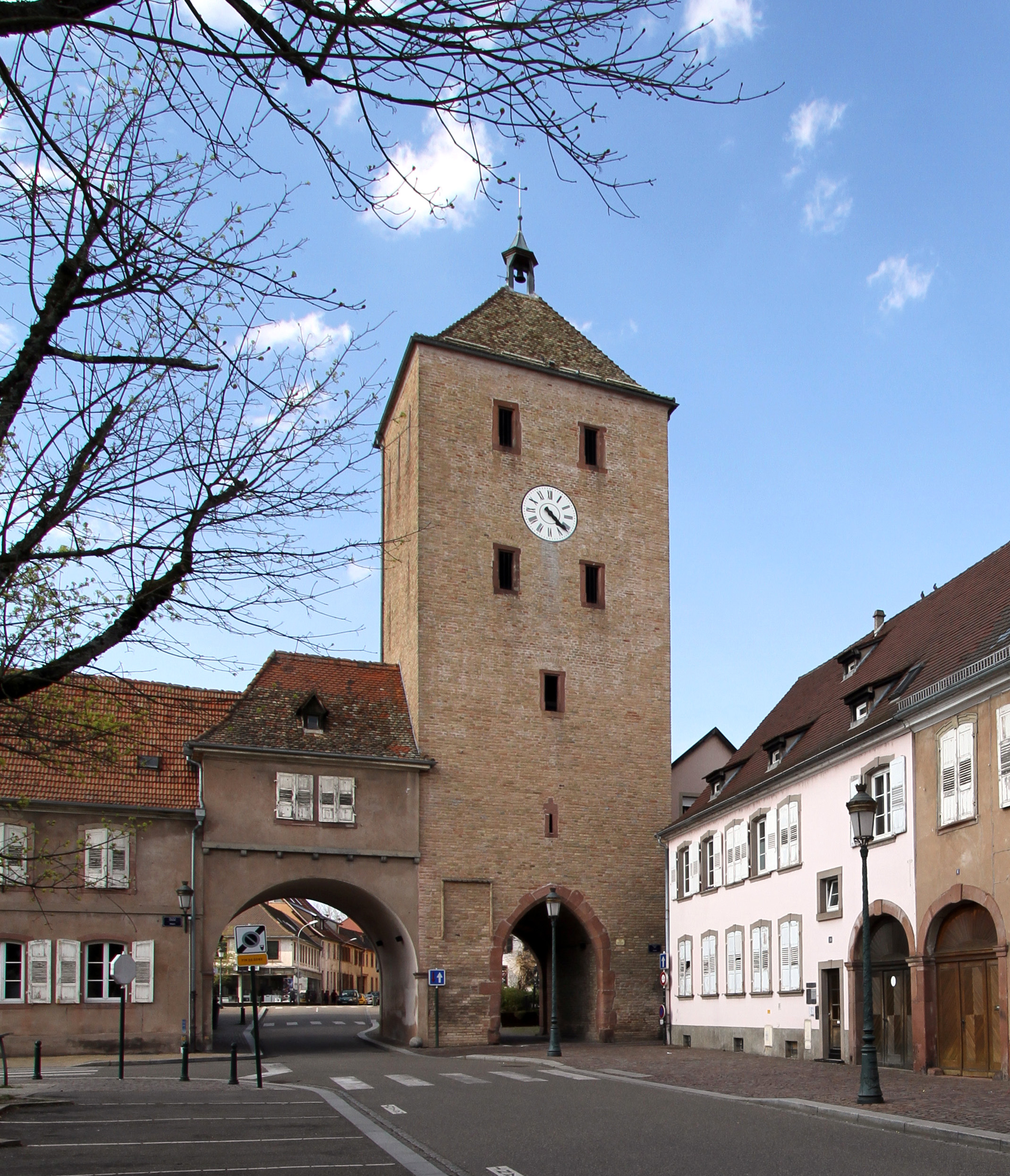
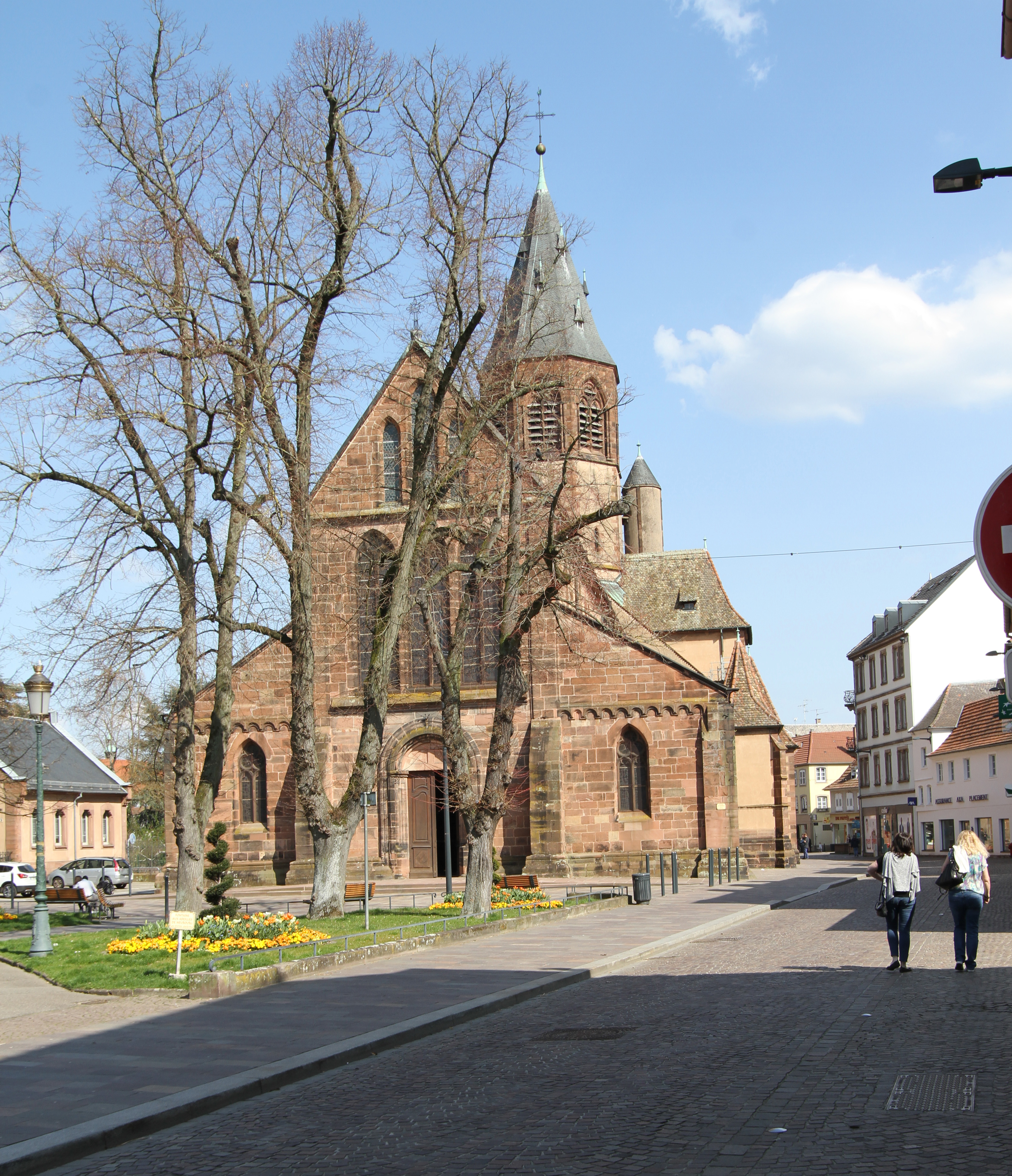
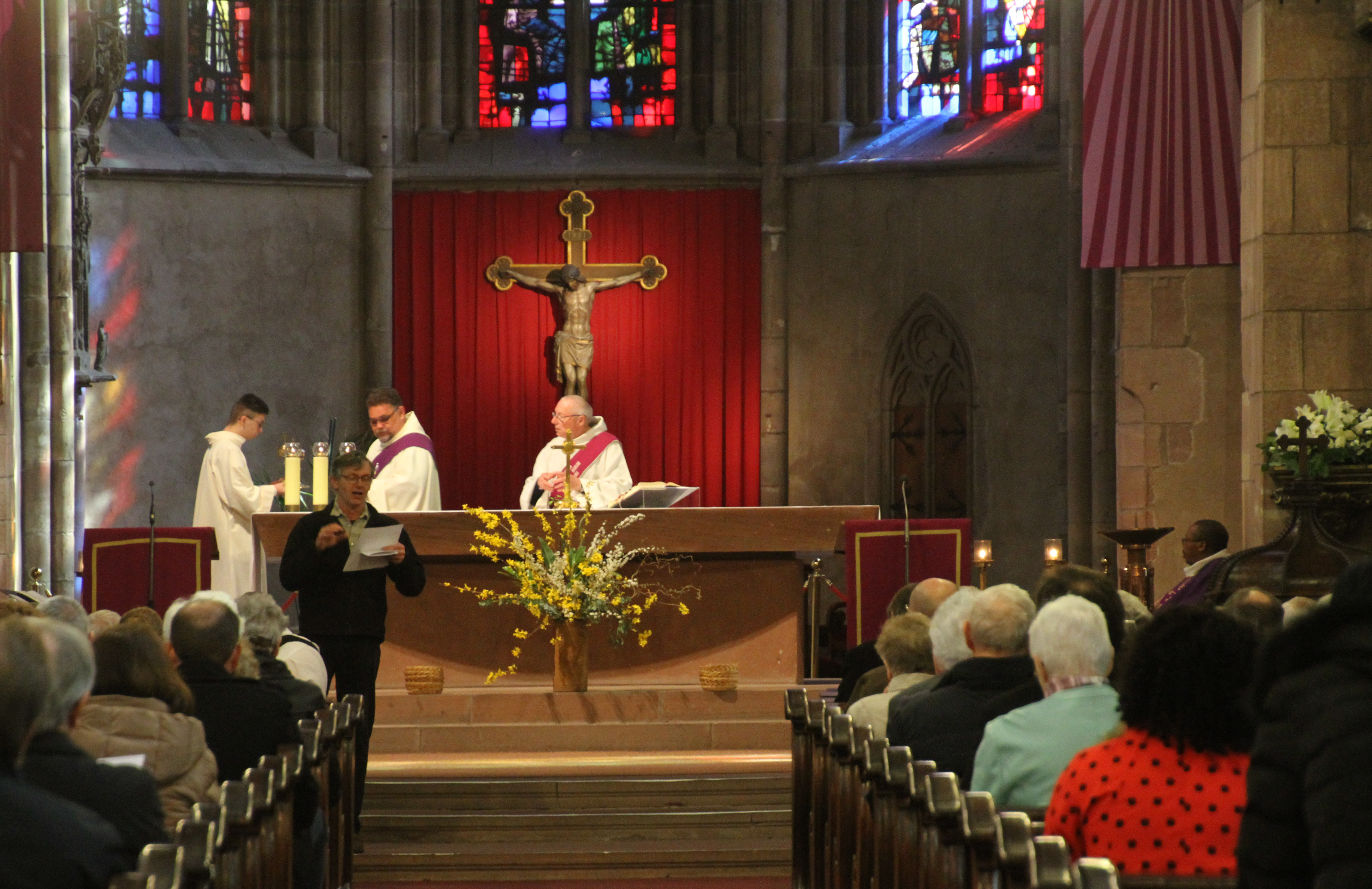
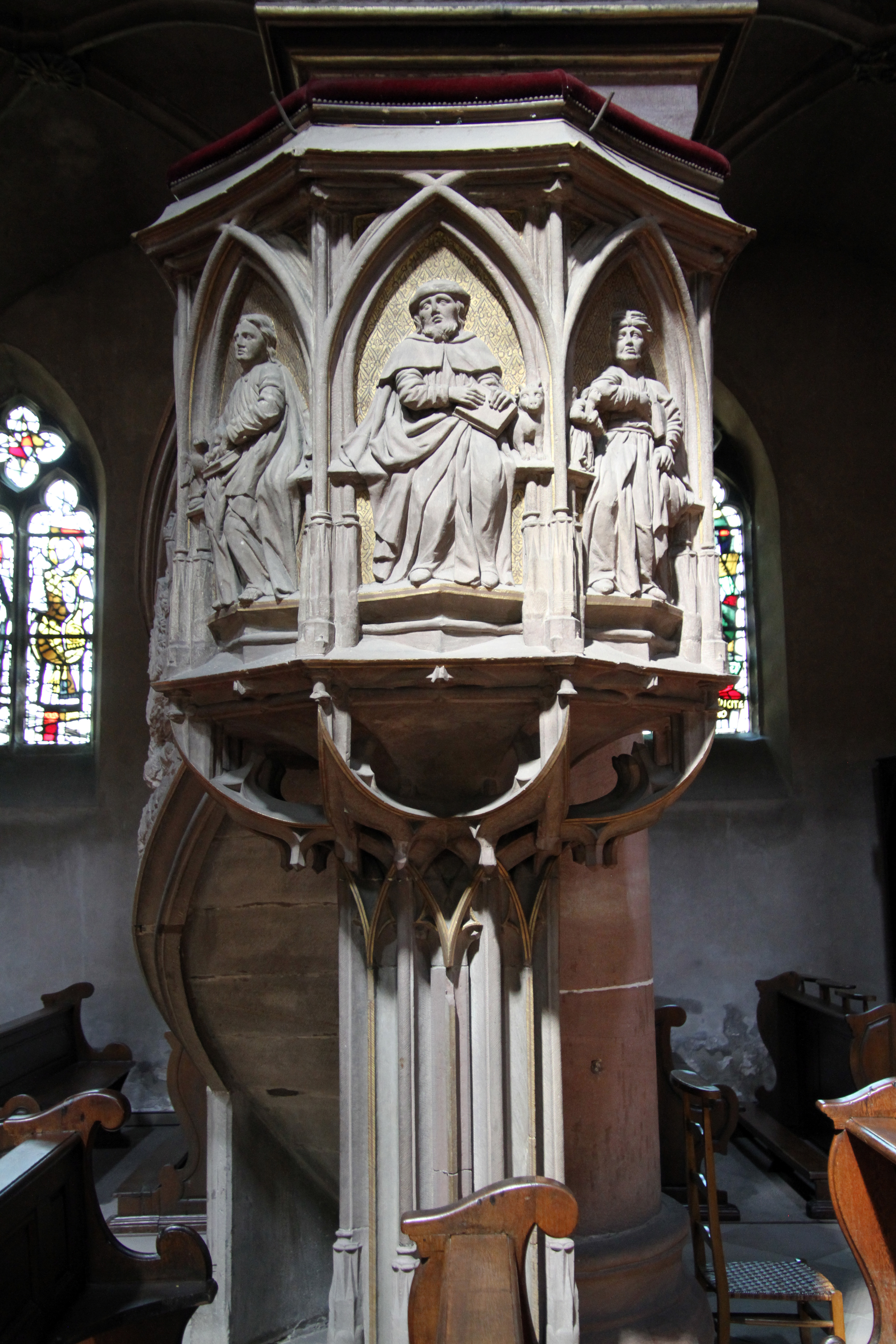
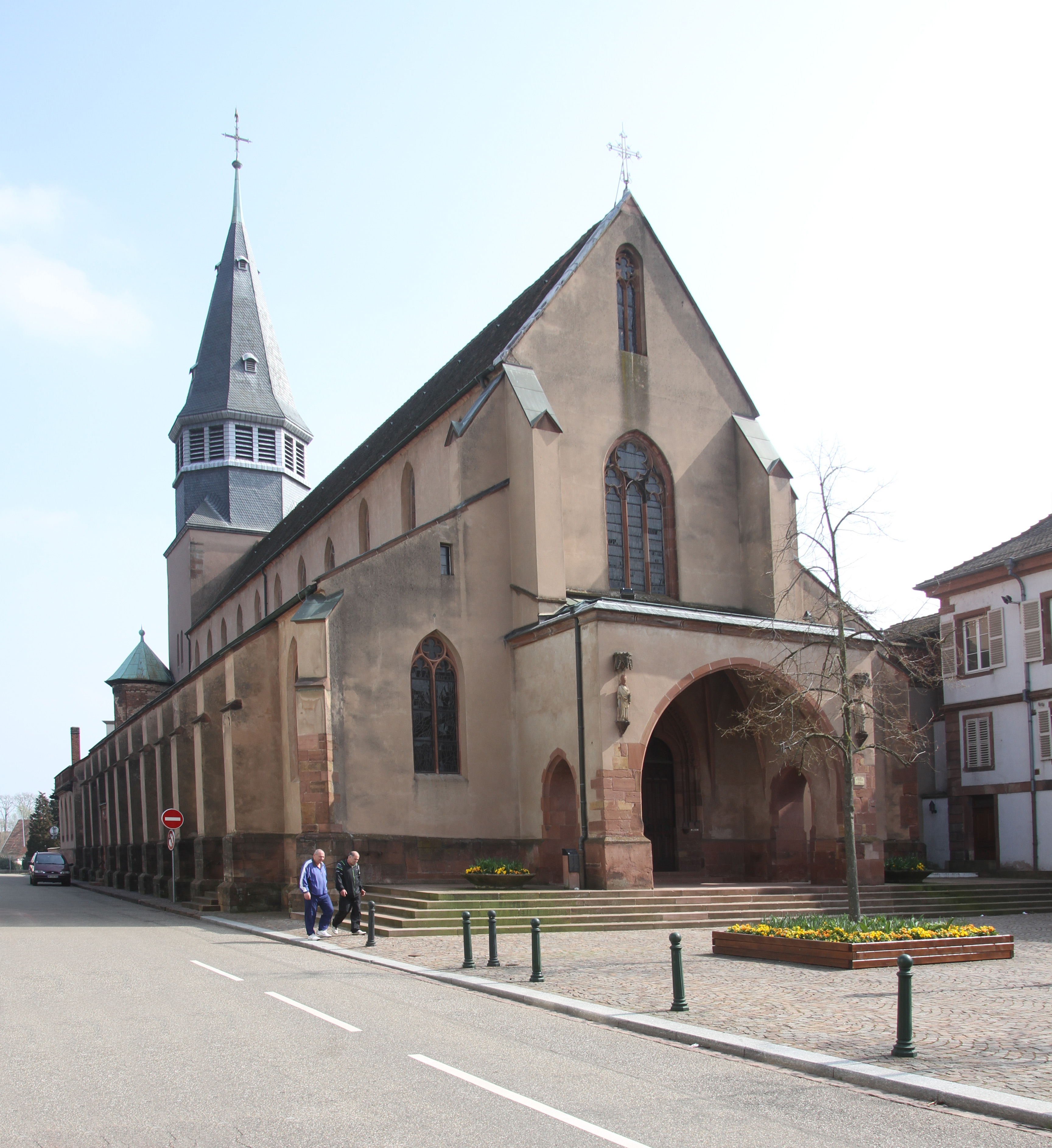
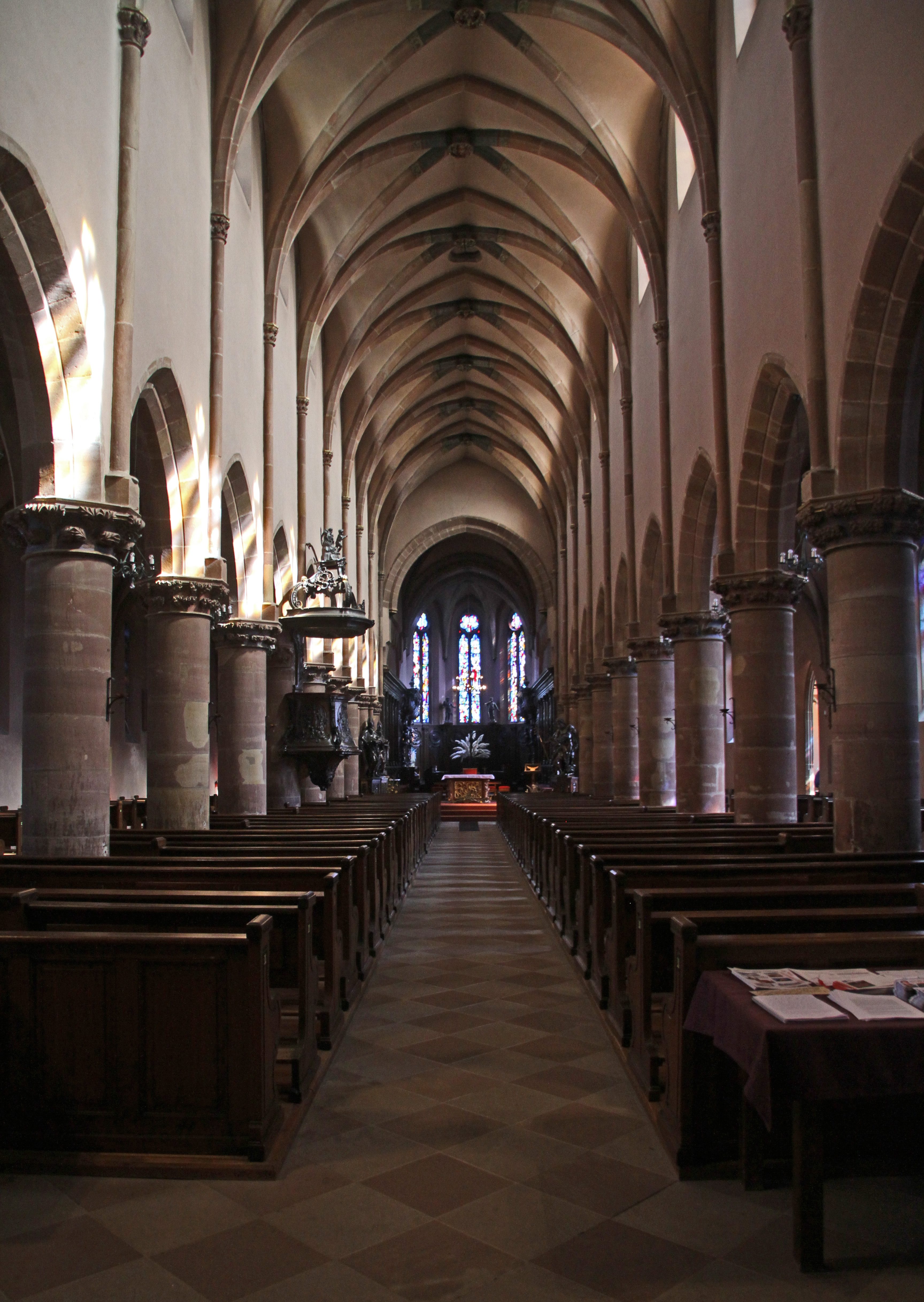
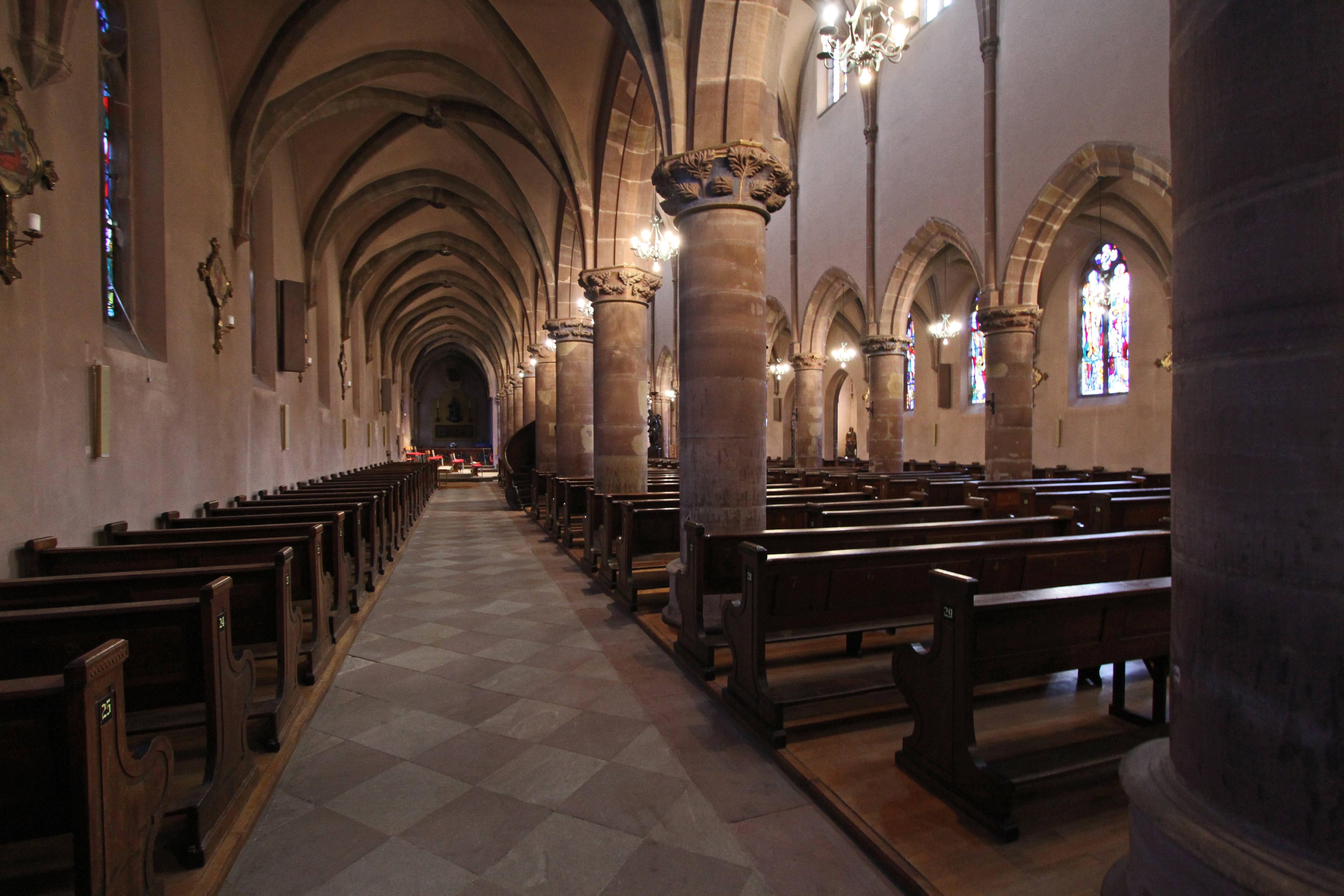
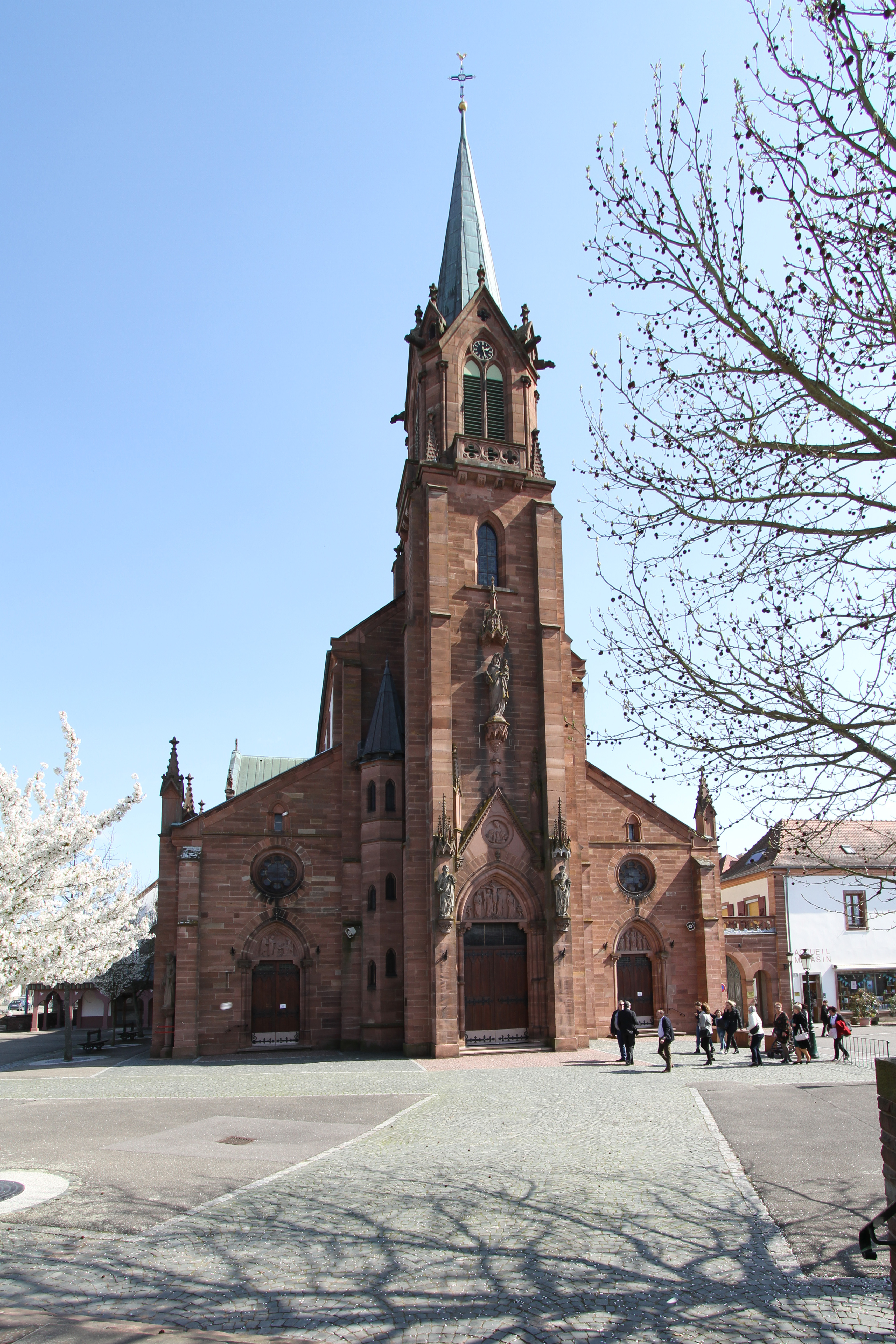
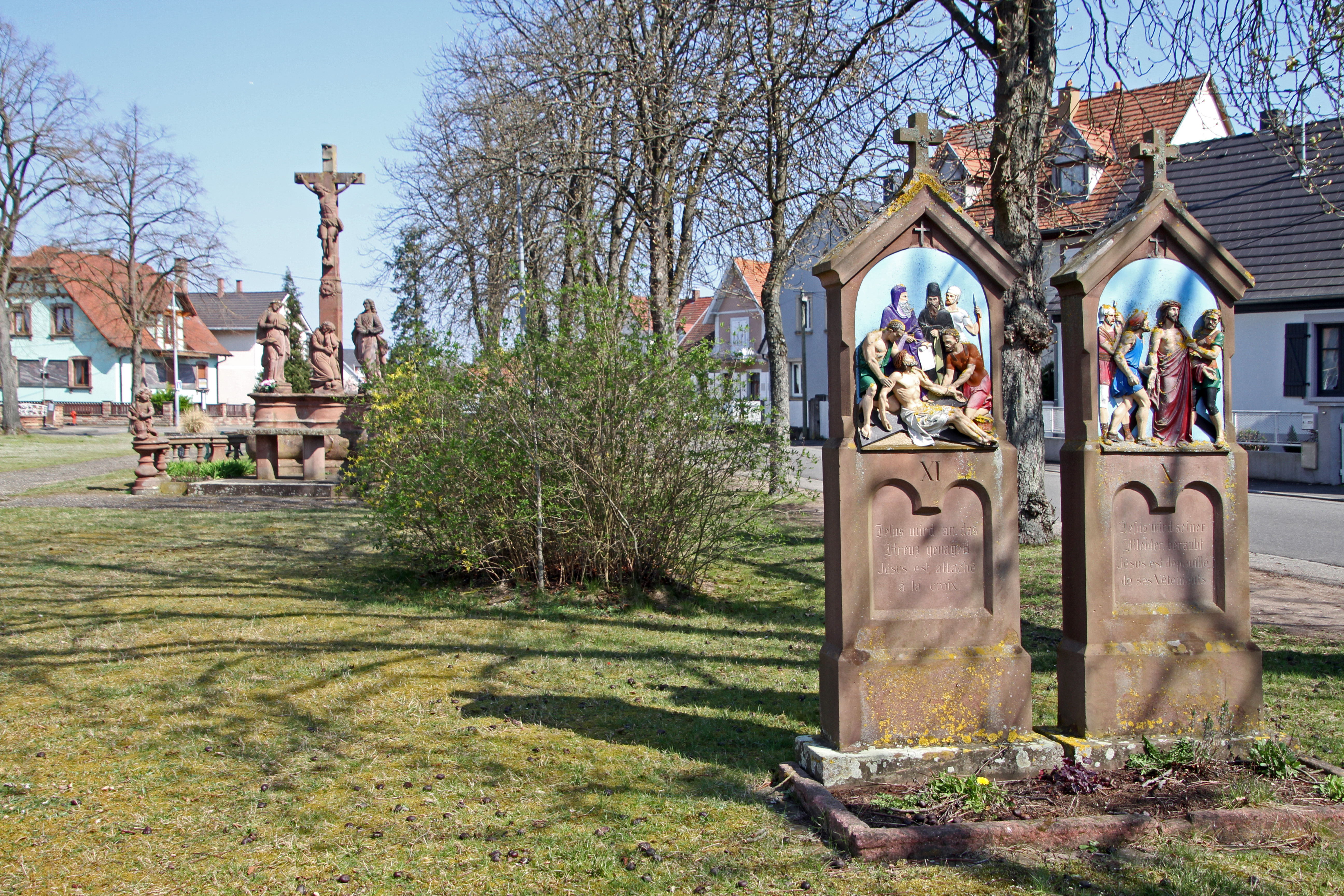